# Ron Cribb
Pas d'image ? Cliquez ici

a Compétitions nationales et continentales officielles uniquement.

b Matchs officiels uniquement.
Dernière mise à jour le 2 août 2010.
 Ronald (Ron) Te Huia Cribb,  né le 7 juillet 1976 à Wanganui (Nouvelle-Zélande), est un joueur de rugby à XV international néo-zélandais évoluant au poste de troisième ligne centre.

## Carrière

### En club et province
- 1997-1999 :  North Harbour
- 1999-2001 :  Crusaders
- 2001-2003 :  Blues
- 2003-2008 :  Kobe Steelers
- 2008-2009 :  Rugby Rovigo

### Équipe nationale
Il opbtient sa première cape internationale le 24 juin 2000 à l’occasion d’un match contre l'équipe d'Écosse. Sa dernière sélection a lieu contre l'équipe d'Australie le 1er septembre 2001. Auparavant, il avait joué avec l’équipe des Māori de Nouvelle-Zélande en 1998, 1999 et 2003. Ce joueur prometteur voit sa carrière chez les Blacks écourtée par des blessures à répétition et par son tempérament. Titulaire indiscutable chez les Blacks durant deux saisons, il cumule les blessures en 2002. De retour sur les terrains en 2003, ce sont les actes d’anti-jeu et les suspensions qu’il cumule durant le championnat des provinces.  Aussi, malgré un bon retour au sein de la sélection des Maoris, il n'est plus retenu chez Blacks. Il participe à deux tournois des Tri-nations en 2000 et 2001 mais termine par deux fois à la seconde place derrière l'Australie. Il ne remporte donc aucun trophée avec les All-Blacks.

## Palmarès
- Vainqueur du Super 12 en 2000

| Édition          | Rang | Résultats Nouvelle-Zélande | Résultats R. Crobb | Matchs R. Crobb |
| Tri-nations 2000 | 2    | 2 v, 0 n, 2 d              | 2 v, 0 n, 2 d      | 4/4             |
| Tri-nations 2001 | 2    | 2 v, 0 n, 2 d              | 2 v, 0 n, 2 d      | 4/4             |

Légende : v = victoire ; n = match nul ; d = défaite.

## Statistiques en équipe nationale
Entre 2000 et 2001, Ron Crobb dispute 15 matchs avec l'équipe des All Blacks au cours desquels il marque 4 essais. Il participe notamment à deux Tri-nations en 2000 et 2001. Il n'a en revanche jamais participé à une coupe du monde.
| Année | Compétition | Matchs | Points | Essais |
| 2000  | Test matchs | 5      | 20     | 4      |
| 2000  | Tri-nations | 4      | 0      | 0      |
| 2001  | Test matchs | 2      | 0      | 0      |
| 2001  | Tri-nations | 4      | 0      | 0      |
| Total | Total       | 15     | 20     | 4      |

## Style
Très technique il sait, à l’instar de Zinzan Brooke, se servir de ses pieds pour marquer ou faire marquer des essais. Rapide, adroit et doté d’une bonne vision du jeu, son apport en attaque est énorme car diversifié, ne se limitant pas comme on le voit trop souvent aujourd’hui de la part des troisième ligne centre à une fonction de perce-murailles. Il ne rechigne cependant pas à la percussion et sait se montrer perforant.